# Gypona parvula
Gypona parvula är en insektsart som beskrevs av Teson 1973. Gypona parvula ingår i släktet Gypona och familjen dvärgstritar. Inga underarter finns listade i Catalogue of Life.